# Dicladispa bennigseni
Dicladispa bennigseni es una especie de insecto coleóptero de la familia Chrysomelidae.
Fue descrita científicamente en 1899 por Julius Weise.